# 1966년 일본 프로 야구 올스타전
1966년 일본 프로 야구 올스타전은 1966년 7월 19일부터 7월 21일까지 열린 일본 프로 야구의 올스타전 경기이다.

## 출장 선수
| 센트럴 리그 | 센트럴 리그       | 센트럴 리그 | 센트럴 리그 |
| ----------- | ----------------- | ----------- | ----------- |
| 감독        | 가와카미 데쓰하루 | 요미우리    |             |
| 코치        | 스기시타 시게루   | 한신        |             |
| 코치        | 하세가와 료헤이   | 히로시마    |             |
| 투수        | 무라야마 미노루   | 한신        | 8           |
| 투수        | 조노우치 구니오   | 요미우리    | 3           |
| 투수        | 호리우치 쓰네오   | 요미우리    | 첫 출장     |
| 투수        | 나카무라 미노루   | 요미우리    | 3           |
| 투수        | 이시오카 고조     | 산케이      | 첫 출장     |
| 투수        | 오가와 겐타로     | 주니치      | 첫 출장     |
| 투수        | 야마나카 다쓰미   | 주니치      | 첫 출장     |
| 투수        | 반도 에이지       | 주니치      | 2           |
| 투수        | 오바 스스무       | 히로시마    | 첫 출장     |
| 투수        | 류 겐이치         | 히로시마    | 첫 출장     |
| 투수        | G. 바크           | 한신        | 3           |
| 포수        | 모리 마사히코     | 요미우리    | 7           |
| 포수        | 쓰지 요시노리     | 한신        | 2           |
| 포수        | 다나카 다카시     | 히로시마    | 첫 출장     |
| 1루수       | 오 사다하루       | 요미우리    | 7           |
| 2루수       | 다카기 모리미치   | 주니치      | 첫 출장     |
| 3루수       | 나가시마 시게오   | 요미우리    | 9           |
| 유격수      | 요시다 요시오     | 한신        | 13          |
| 내야수      | 도이 고로         | 한신        | 첫 출장     |
| 내야수      | 야노우라 구니미쓰 | 산케이      | 3           |
| 내야수      | 고바 다케시       | 히로시마    | 3           |
| 내야수      | 마쓰바라 마코토   | 다이요      | 첫 출장     |
| 외야수      | 야마모토 가즈요시 | 히로시마    | 2           |
| 외야수      | 야마우치 가즈히로 | 한신        | 13          |
| 외야수      | 에토 신이치       | 주니치      | 7           |
| 외야수      | 곤도 가즈히코     | 다이요      | 7           |
| 외야수      | 나카 아키오       | 주니치      | 3           |
| 외야수      | 요코미조 가쓰라   | 히로시마    | 첫 출장     |
| 외야수      | 시바타 이사오     | 요미우리    | 4           |

| 퍼시픽 리그 | 퍼시픽 리그       | 퍼시픽 리그 | 퍼시픽 리그 |
| ----------- | ----------------- | ----------- | ----------- |
| 감독        | 쓰루오카 가즈토   | 난카이      |             |
| 코치        | 미즈하라 시게루   | 도에이      |             |
| 코치        | 나카니시 후토시   | 니시테쓰    |             |
| 투수        | 고야마 마사아키   | 도쿄        | 10          |
| 투수        | 미나가와 무쓰오   | 난카이      | 5           |
| 투수        | 미우라 기요히로   | 난카이      | 2           |
| 투수        | 다나카 쓰토무     | 니시테쓰    | 2           |
| 투수        | 이케나가 마사아키 | 니시테쓰    | 2           |
| 투수        | 도바시 마사유키   | 도에이      | 8           |
| 투수        | 사가 겐시로       | 도에이      | 첫 출장     |
| 투수        | 모리야스 도시아키 | 도에이      | 첫 출장     |
| 투수        | 요네다 데쓰야     | 한큐        | 8           |
| 투수        | 아다치 미쓰히로   | 한큐        | 2           |
| 투수        | 스즈키 게이시     | 긴테쓰      | 첫 출장     |
| 투수        | 이나오 가즈히사▲  | 니시테쓰    | 7           |
| 투수        | 나리타 후미오▲    | 도쿄        | 첫 출장     |
| 포수        | 노무라 가쓰야     | 난카이      | 10          |
| 포수        | 와다 히로미       | 니시테쓰    | 8           |
| 포수        | 다네모 마사유키   | 도에이      | 첫 출장     |
| 1루수       | 에노모토 기하치   | 도쿄        | 11          |
| 2루수       | J. 블룸           | 난카이      | 6           |
| 3루수       | 마에다 마스호     | 도쿄        | 2           |
| 유격수      | 고이케 겐지       | 난카이      | 3           |
| 내야수      | J. 바우머         | 니시테쓰    | 첫 출장     |
| 내야수      | 후나다 가즈히데   | 니시테쓰    | 3           |
| 내야수      | 구니사다 야스히로 | 난카이      | 첫 출장     |
| 외야수      | 하리모토 이사오   | 도에이      | 7           |
| 외야수      | 도이 마사히로     | 긴테쓰      | 4           |
| 외야수      | 이이시 레이지     | 도쿄        | 첫 출장     |
| 외야수      | 히로세 요시노리   | 난카이      | 9           |
| 외야수      | 다카쿠라 데루유키 | 니시테쓰    | 9           |
| 외야수      | C. 볼레스         | 긴테쓰      | 첫 출장     |
| 외야수      | 부스지마 쇼이치   | 도에이      | 8           |

- 굵은 글씨는 팬 투표로 선출된 선수, ▲는 출장 사퇴 선수 발생에 의한 보충 선수.

## 올스타전 경기 결과

### 1차전

#### 스코어
| 팀 | 1 | 2 | 3 | 4 | 5 | 6 | 7 | 8 | 9 | R | H  | E |
| 센트럴 | 0 | 0 | 0 | 0 | 0 | 1 | 1 | 0 | 0 | 2 | 10 | 1 |
| 퍼시픽 | 0 | 0 | 0 | 0 | 4 | 1 | 1 | 0 | X | 6 | 8  | 1 |
| 승리 투수: 아다치 미쓰히로(한큐) 패전 투수: 진 바크(한신) 홈런: 센트럴 – 오 사다하루(요미우리·6회 1점) 퍼시픽 – 히로세 요시노리(난카이·5회 3점), 부스지마 쇼이치(도에이·6회 1점), 후나다 가즈히데(니시테쓰·7회 1점) |   |   |   |   |   |   |   |   |   |   |    |   |

#### 출장 선수
| 센트럴 | 센트럴 | 센트럴            |
| 타순   | 수비   | 선수              |
| ------ | ------ | ----------------- |
| 1      | (중)   | 나카 아키오       |
| 2      | (二)   | 다카기 모리미치   |
| 3      | (三)   | 나가시마 시게오   |
| 4      | (一)   | 오 사다하루       |
| 5      | (좌)   | 에토 신이치       |
| 6      | (우)   | 야마모토 가즈요시 |
| 7      | (포)   | 모리 마사히코     |
| 8      | (유)   | 요시다 요시오     |
| 9      | (투)   | 조노우치 구니오   |

| 퍼시픽 | 퍼시픽 | 퍼시픽          |
| 타순   | 수비   | 선수            |
| ------ | ------ | --------------- |
| 1      | (중)   | 히로세 요시노리 |
| 2      | (二)   | J. 블룸         |
| 3      | (一)   | 에노모토 기하치 |
| 4      | (좌)   | 하리모토 이사오 |
| 5      | (포)   | 노무라 가쓰야   |
| 6      | (三)   | J. 바우머       |
| 7      | (우)   | 부스지마 쇼이치 |
| 8      | (유)   | 고이케 겐지     |
| 9      | (투)   | 고야마 마사아키 |

#### 수상 선수
MVP
- 히로세 요시노리(난카이)

### 2차전

#### 스코어
| 팀 | 1 | 2 | 3 | 4 | 5 | 6 | 7 | 8 | 9 | R | H | E |
| 퍼시픽 | 0 | 0 | 0 | 3 | 3 | 0 | 0 | 0 | 0 | 6 | 8 | 1 |
| 센트럴 | 0 | 0 | 0 | 1 | 1 | 0 | 0 | 1 | 0 | 3 | 7 | 1 |
| 승리 투수: 이케나가 마사아키(니시테쓰) 패전 투수: 야마나카 다쓰미(주니치) 홈런: 퍼시픽 – 에노모토 기하치(도쿄·4회 2점), 하리모토 이사오(도에이·5회 3점) |   |   |   |   |   |   |   |   |   |   |   |   |

#### 출장 선수
| 퍼시픽 | 퍼시픽 | 퍼시픽            |
| 타순   | 수비   | 선수              |
| ------ | ------ | ----------------- |
| 1      | (중)   | 히로세 요시노리   |
| 2      | (二)   | J. 블룸           |
| 3      | (一)   | 에노모토 기하치   |
| 4      | (좌)   | 하리모토 이사오   |
| 5      | (三)   | J. 바우머         |
| 6      | (우)   | 도이 마사히로     |
| 7      | (포)   | 와다 히로미       |
| 8      | (유)   | 후나다 가즈히데   |
| 9      | (투)   | 이케나가 마사아키 |

| 센트럴 | 센트럴 | 센트럴            |
| 타순   | 수비   | 선수              |
| ------ | ------ | ----------------- |
| 1      | (중)   | 시바타 이사오     |
| 2      | (二)   | 다카기 모리미치   |
| 3      | (三)   | 나가시마 시게오   |
| 4      | (一)   | 오 사다하루       |
| 5      | (좌)   | 에토 신이치       |
| 6      | (우)   | 야마모토 가즈요시 |
| 7      | (포)   | 쓰지 요시노리     |
| 8      | (유)   | 요시다 요시오     |
| 9      | (투)   | 무라야마 미노루   |

#### 수상 선수
MVP
- 에노모토 기하치(도쿄)

### 3차전

#### 스코어
| 팀 | 1 | 2 | 3 | 4 | 5 | 6 | 7 | 8 | 9 | R | H  | E |
| 퍼시픽 | 0 | 0 | 0 | 0 | 0 | 0 | 0 | 0 | 1 | 1 | 5  | 0 |
| 센트럴 | 1 | 0 | 0 | 0 | 2 | 0 | 2 | 0 | X | 5 | 10 | 0 |
| 승리 투수: 오바 스스무(히로시마) 패전 투수: 나리타 후미오(도쿄) 홈런: 센트럴 – 고바 다케시(히로시마·5회 2점), 도이 고로(한신·7회 2점) |   |   |   |   |   |   |   |   |   |   |    |   |

#### 출장 선수
| 퍼시픽 | 퍼시픽 | 퍼시픽            |
| 타순   | 수비   | 선수              |
| ------ | ------ | ----------------- |
| 1      | (중)   | 히로세 요시노리   |
| 2      | (三)   | 마에다 마스호     |
| 3      | (一)   | J. 바우머         |
| 4      | (좌)   | 하리모토 이사오   |
| 5      | (포)   | 노무라 가쓰야     |
| 6      | (우)   | 도이 마사히로     |
| 7      | (二)   | 구니사다 야스히로 |
| 8      | (유)   | 고이케 겐지       |
| 9      | (투)   | 나리타 후미오     |

| 센트럴 | 센트럴 | 센트럴            |
| 타순   | 수비   | 선수              |
| ------ | ------ | ----------------- |
| 1      | (二)   | 다카기 모리미치   |
| 2      | (유)   | 고바 다케시       |
| 3      | (三)   | 나가시마 시게오   |
| 4      | (一)   | 오 사다하루       |
| 5      | (우)   | 야마모토 가즈요시 |
| 6      | (중)   | 곤도 가즈히코     |
| 7      | (좌)   | 야마우치 가즈히로 |
| 8      | (포)   | 다나카 다카시     |
| 9      | (투)   | 오바 스스무       |

#### 수상 선수
MVP
- 고바 다케시(히로시마)

## 같이 보기
- 일본 야구 기구
- 일본 프로 야구 올스타전